# The Lighthorsemen
The Lighthorsemen (Alternativtitel: The Lighthorsemen – Blutiger Sturm; Originaltitel: The Lighthorsemen) ist ein australisches Filmdrama aus dem Jahr 1987 über das Kriegsgeschehen in Palästina 1917. Unter der Regie von Simon Wincer sind Peter Phelps, Nick Waters, John Larking und John Heywood in den Hauptrollen zu sehen.

## Handlung
Erster Weltkrieg, 1917: Der Vormarsch der Briten in Palästina kommt vor Gaza zum Stehen. In zwei Schlachten erleiden die Alliierten schwere Verluste gegen die osmanisch-deutschen Truppen unter General von Kressenstein. In der unbarmherzigen Wüste kämpfen auch die australischen „Lighthorsemen“. Zu ihnen gehören die kampferprobten Soldaten Frank, Scotty, Tas und Chiller. Frank wird bei einem Feuergefecht verletzt und muss ins Lazarett. Seine Position nimmt der unerfahrene Dave ein, ein hervorragender Schütze, der aber von moralischen Zweifeln geplagt wird.
Bei einem deutschen Fliegerangriff muss sich Dave gegenüber den Kameraden beweisen. Derweil planen die Briten einen tollkühnen Überraschungsangriff auf die strategisch wichtige Stadt Be’er Scheva. Mit einer Geheimdienstoperation versuchen sie die deutschen Befehlshaber abzulenken. Im Laufe der Operation werden die Lighthorsemen zur letzten Chance für das Überleben der Alliierten.

## Kritiken
„Das Kriegsgeschehen in Palästina 1917: Eine australische Freiwilligen-Einheit der Leichten Kavallerie kämpft an der Seite der Engländer gegen Deutsche und mit ihnen verbündete Türken. Um dem zermürbenden Wüstenkrieg eine Wende zu geben, erfolgt der Überraschungsangriff auf die strategisch wichtige Stadt Be’er Scheva. Das Hohelied auf Kameradschaft und Heldenmut erklärt sich durch die spezielle Lage der jungen australischen Nation, die um eigenständige historische Identität ringt. Effektvoll, aber nicht spekulativ inszeniert.“

## Produktionsnotizen
Die musikalische Leitung hatte William Motzing. Die Bauten stammen von Virginia Bieneman. Das Szenenbild schuf Bernard Hides. Die Kostüme lieferte David Rowe. Felicity Schoeffel sowie Paul Pattison zeichneten für Maske und Frisuren verantwortlich. Die elektronischen Sound-Effekte kamen von Steve Courtley und Conrad Rothmann. Die Produktionsleitung hatte Phillip Corr. Drehorte lagen in Corryong, Victoria in Australien.

## Auszeichnungen
- 1988: AACTA Award für Komponist Mario Millo in der Kategorie „Best Original Music Score“ für The Lighthorsemen

## Soundtrack
- Mario Millo: The Lighthorsemen Soundtrack 1991 auf CD erschienen beim Label OneMone Records unter der Nummer 1M1CD 1009.[2]

## Trivia
- Regisseur Simon Wincer nutzte einige Szenen bei der Folge Die Wüstenteufel der Serie Die Abenteuer des jungen Indiana Jones erneut. Wincer führte bei mehreren Folgen der Serie Regie.